# Југославија на Европском првенству у атлетици на отвореном 1950.
Југославија је учествовала на 4. Европском првенству у атлетици на отвореном 1950. одржаном од 23. до 27. августа на Стадиону краља Бодуена у Бриселу (Белгија). Репрезентацију Југославије на њеном четвртом учешћу на европским првенствима на отвореном, представљало је 39 атлетичара (30 мушкараца и 9 жена) који су се такмичили у 26 дисциплина (19 мушких и 7 женских).
У укупном пласману Југославија је са 1 освојеном медаљом (сребрна) делила 12. место са Аустријом. У табели успешности према броју и пласману такмичара који су учествовали у финалним такмичењима (првих 8 такмичара) Југославија је са 13 учесника у финалу заузела 10 место са 41 бодом.
| Пл. | Земља       | 1. место | 2. место | 3. место | 4. место | 5. место | 6. место | 7. место | 8. место | Бр. фин. | Бодови |
| --- | ----------- | -------- | -------- | -------- | -------- | -------- | -------- | -------- | -------- | -------- | ------ |
| 10. | Југославија | -        | 1 − 7    | -        | 2 − 10   | 2 - 8    | 3 − 9    | 2 - 4    | 3 - 3    | 13       | 41     |

## Учесници
| Мушкарци: - Петар Пецељ АК Црврна звезда, Београд — 100 м, 200 м - Звонко Саболовић АК Партизан, Београд — 400 м, 4 х 400 м - Лазар Милошевски АК Вардар, Скопље — 400 м, 4 х 400 м - Матија Ханц АК Кладивар, Цеље — 800 м - Андрија Отенхајмер АК Партизан, Београд — 1.500 м - Здравко Церај АК Партизан, Београд — 1.500 м - Стеван Павловић АК Партизан, Београд — 5.000 м - Божидар Ђурашковић АК Партизан, Београд — 5.000 м - Ђорђе Стефановић АК Партизан, Београд — 10.000 м - Фрањо Михалић АК Партизан, Београд — 10.000 м - Мирослав Глогоњац АК Црврна звезда, Београд — Маратон - Лука Босанац АК Црврна звезда, Београд — Маратон - Игор Зупанчич АК Кладивар, Цеље — 400 м препоне - Петар Шегедина АК Партизан, Београд — 3.000 м препреке - Драго Штритоф АК Партизан, Београд — 3.000 м препреке - Марко Рачић АК Партизан, Београд — 4 х 400 м - Бранислав Станковић АК Партизан, Београд — 4 х 400 м - Михајло Димитријевић АК Партизан, Београд — Скок увис - Милан Милаков АК Јединство, Земун —— Скок мотком - Борис Брнад АК Партизан, Београд — Скок удаљ - Драго Петрановић АК Партизан, Београд — Троскок - Алојз Загорц АК Кладивар, Цеље —Троскок - Петар Шарчевић АК Црврна звезда, Београд — Бацање кугле - Данило ЖерјалАК Партизан, Београд — Бацање диска - Иван Губијан АК Партизан, Београд — Бацање кладива - Рудолф Галин АК Младост, Загреб — Бацање кладива - Мирко Вујачић АК Партизан, Београд — Бацање копља - Бранко Дангубић АК Црврна звезда, Београд — Бацање копља - Даворин Марчеља АК Младост, Загреб — Десетобој - Ото Ребула АК Партизан, Београд — Десетобој | Жене: - Мира Туце АК Вележ, Мостар — 200 м, 4 х 100 м - Алма Бутја АК Кладивар, Цеље — 200 м, 4 х 100 м - Споменка Коледин АК Црврна звезда, Београд — Скок удаљ, 4 х 100 м - Милица Шумак АК Младост, Загреб — Скок удаљ, 4 х 100 м - Марија Радосављевић АК Црврна звезда, Београд — Бацање кугле, Бацање копља - Нада Котлушек АК Одред, Љубљана — Бацање кугле - Јулија Матеј АК Војводина, Нови Сад — Бацање диска - Ђурђа Боровец АК Слобода Вараждин — Бацање диска - Иванка Кнез АК Кладивар, Цеље — Петобој |  |

## Освајачи медаља (1)

### Сребро (1)
- Петар Шегедин — 3.000 м препреке

## Резултати

### Мушкарци
| Атлетичар           | Дисциплина       | Лични рекорд | Квалификације | Квалификације | Полуфинале            | Полуфинале            | Финале                | Финале       | Детаљи |
| Атлетичар           | Дисциплина       | Лични рекорд | Резултат      | Место         | Резултат              | Место                 | Резултат              | Место        | Детаљи |
| ------------------- | ---------------- | ------------ | ------------- | ------------- | --------------------- | --------------------- | --------------------- | ------------ | ------ |
| Петар Пецељ         | 100 м            |              | 11,0 КВ       | 1. у гр. 2    | 11,0 КВ               | 3. у гр. 1            | 10,08                 | 6 / 26 (26)  |        |
| Петар Пецељ         | 200 м            |              | 22,0 КВ       | 1. у гр. 5    | 22,0                  | 5. у гр. 2            | Није се квалификовао  | 8 / 25       |        |
| Звонко Саболовић    | 400 м            | 48,5 НР      | 49,5          | 3. у гр. 5    | Нису се квалификовали | Нису се квалификовали | Нису се квалификовали | 7 / 16       |        |
| Лазар Милошевски    | 400 м            |              | 50,6          | 3. у гр. 6    | Нису се квалификовали | Нису се квалификовали | Нису се квалификовали | 15 / 16      |        |
| Матија Ханц         | 800 м            | 1:53,7 НР    | 1:55,3        | 3. у гр. 6    |                       |                       | Није се квалификовао  | 10. / 16     |        |
| Андрија Отенхајмер  | 1.500 м          |              | 3:55,0 КВ     | 3. у гр. 2    |                       |                       | 3:53,4 ЛР             | 9 / 19       |        |
| Здравко Церај       | 1.500 м          | 3:53,2 НР    | 4:01,8        | 5. у гр. 1    | Није се квалификовао  | 15 / 19               |                       |              |        |
| Стеван Павловић     | 5.000 м          |              | 15:06,2 КВ    | 3. у гр. 2    | 14:50,2 ЛР            | 7 / 16                |                       |              |        |
| Божидар Ђурашковић  | 5.000 м          |              | 15:00,6 КВ    | 3. у гр. 2    | 14:52,4 ЛР            | 9 / 16                |                       |              |        |
| Ђорђе Стефановић    | 10.000 м         |              |               |               |                       |                       | 31:20,0 ЛР            | 10 / 12 (14) |        |
| Фрањо Михалић       | 10.000 м         | 30:50,4 НР   | 31:29,2 ЛРС   | 10 / 11 (14)  |                       |                       |                       |              |        |
| Мирослав Глогоњац   | Маратон          |              | 2:55:41 ЛР    | 13 / 19 (22)  |                       |                       |                       |              |        |
| Лука Босанац        | Маратон          |              | 2:59:05 ЛР    | 14 / 19 (22)  |                       |                       |                       |              |        |
| Игор Зупанчич       | 400 м препоне    |              | 55,4          | 6. у гр. 3    | Није се квалификовао  | Није се квалификовао  | Није се квалификовао  | 16 / 20      |        |
| Петар Шегедина      | 3.000 м препреке | 9:06,2 НР    |               |               |                       |                       | 9:07,4                |              |        |
| Драго Штритоф       | 3.000 м препреке |              | Без времена   | 14 / 16       |                       |                       |                       |              |        |
| Марко Рачић         | 4 х 400 м        | 3:18,6 НР    | 3:19,2 НРС    | 4. у гр. 1    |                       |                       | Нису се квалификовали | 7 / 9        |        |
| Бранислав Станковић | 4 х 400 м        | 3:18,6 НР    | 3:19,2 НРС    | 4. у гр. 1    |                       |                       | Нису се квалификовали | 7 / 9        |        |
| Звонко Саболовић    | 4 х 400 м        | 3:18,6 НР    | 3:19,2 НРС    | 4. у гр. 1    |                       |                       | Нису се квалификовали | 7 / 9        |        |
| Лазар Милошевски    | 4 х 400 м        | 3:18,6 НР    | 3:19,2 НРС    | 4. у гр. 1    |                       |                       | Нису се квалификовали | 7 / 9        |        |
| Марко Рачић         | Скок увис        |              | 1,85 КВ, ЛР   | 9.            |                       |                       | 1,85 =ЛР              | 9 / 11       |        |
| Милан Милаков       | Скок мотком      | 3,91 НР      | 3,90 ЛРС      | 13.           | Није се квалификовао  | 13 / 15 (16)          |                       |              |        |
| Борис Брнад         | Скок удаљ        |              | 6,96 КВ, ЛР   | 10.           | 6,52                  | 8 / 17                |                       |              |        |
| Драго Петрановић    | Троскок          | 14,44        |               |               |                       |                       | 13,92                 | 11 / 16      |        |
| Алојз Загорц        | Троскок          | 14,46 НР     | 13,64         | 15 / 16       |                       |                       |                       |              |        |
| Петар Шарчевић      | Бацање кугле     | 15,66 НР     | 15,18 КВ      | 5.            |                       |                       | 14,90                 | 5 / 13       |        |
| Данило Жерјал       | Бацање диска     |              | 45,27 КВ      | 5.            | 45,92 ЛР              | 9 / 18                |                       |              |        |
| Иван Губијан        | Бацање кладива   | 56,83 НР     | 52,29 КВ      | 4.            | 53,44 ЛРС             | 4 / 13                |                       |              |        |
| Рудолф Галин        | Бацање кладива   |              | 48,54 КВ      | 8.            | 49,01 ЛР              | 9 / 13                |                       |              |        |
| Мирко Вујачић       | Бацање копља     | 67,06 НР     | 63,74 КВ      | 5.            | 66,84 ЛРС             | 4 / 16                |                       |              |        |
| Бранко Дангубић     | Бацање копља     |              | 59,37 ЛРС     | 11.           | Није се квалификовао  | 11 / 16               |                       |              |        |

#### Десетобој
Учествовало је 15 десетобојаца, од којих један није завршио такмичење.
| Име             | 100 м | даљ  | кугла | вис  | 400 м | 110 м пр. | диск  | мотка | копље | 1.500м | Бод           | Место        | Бел. |
| --------------- | ----- | ---- | ----- | ---- | ----- | --------- | ----- | ----- | ----- | ------ | ------------- | ------------ | ---- |
| Даворин Марчеља | 12,0  | 6,28 | 12,40 | 1,60 | 53,4  | 17,3      | 36,73 | 3,60  | 54,96 | 4:55,0 | 5.934 (6.201) | 12 / 14 (15) |      |
| Ото Ребула      | 11,6  | 6,10 | 11,97 | 1,65 | 56,0  | 16,4      | 37,68 | 3,30  | 41,70 | 5:11,0 | 5.630 (6.030) | 13 / 14 (15) |      |

- Код бодовања постоје два резултата. Први је према важећим таблицама, а у загради по таблицама које су важиле када је такмичење одржано.

### Жене
| Атлетичарка         | Дисциплина   | Лични рекорд | Квалификације | Квалификације | Полуфинале | Полуфинале | Финале                | Финале  | Детаљи |
| Атлетичарка         | Дисциплина   | Лични рекорд | Резултат      | Место         | Резултат   | Место      | Резултат              | Место   | Детаљи |
| ------------------- | ------------ | ------------ | ------------- | ------------- | ---------- | ---------- | --------------------- | ------- | ------ |
| Мира Туце           | 200 м        | 26,3 =НР     | 26,5          | 5. у гр. 1    |            |            | Нису се квалификовале | 13 / 14 |        |
| Алма Бутја          | 200 м        | 26,3 НР      | 26,8          | 5. у гр. 3    | 14 / 14    |            | Нису се квалификовале |         |        |
| Споменка Коледин    | 4 х 100 м    | 49,5 НР      |               |               |            |            | 49,8                  | 6 / 6   |        |
| Милица Шумак        | 4 х 100 м    | 49,5 НР      |               |               |            |            | 49,8                  | 6 / 6   |        |
| Мира Туце           | 4 х 100 м    | 49,5 НР      |               |               |            |            | 49,8                  | 6 / 6   |        |
| Алма Бутја          | 4 х 100 м    | 49,5 НР      |               |               |            |            | 49,8                  | 6 / 6   |        |
| Споменка Коледин    | Скок удаљ    | 5,67 НР      | 5,22          | 10 / 14       |            |            |                       |         |        |
| Милица Сумак        | Скок удаљ    |              | 5,05 ЛР       | 13 / 14       |            |            |                       |         |        |
| Јулија Матеј        | Бацање диска | 42,23 НР     | 40,58         | 5 / 12        |            |            |                       |         |        |
| Ђурђа Боровец       | Бацање диска |              | 37,07 ЛР      | 9 / 12        |            |            |                       |         |        |
| Нада Котлушек       | Бацање кугле |              | 12,34 ЛРС     | 8 / 12        |            |            |                       |         |        |
| Марија Радосављевић | Бацање кугле | 13,36 НР     | 12,75         | 6 / 12        |            |            |                       |         |        |
| Марија Радосављевић | Бацање копља | 40,67 НР     | 38,33         | 7 / 13        |            |            |                       |         |        |

#### Петобој
Учествовало је 11 петобојки.
| Име         | кугла | вис  | 200 м | 80 м пр. | даљ  | Бод           | Место  | Бел. |
| ----------- | ----- | ---- | ----- | -------- | ---- | ------------- | ------ | ---- |
| Иванка Кнез | 9,74  | 1,50 | 28,3  | 13,0     | 5,04 | 2.894 (2.778) | 8 / 11 |      |

- Код бодовања постоје два резултата. Први је према важећим таблицама, а у загради по таблицама које су важиле када је такмичење одржано.